# Ebomicu (Centro Sur)
Ebomicu ist ein Ort in der Provinz Centro Sur in Äquatorialguinea. Er liegt östlich von Evinayong.

## Geographie
Der Ort ist ein Vorort von Evinayong an einer größeren Verkehrsroute nach Wele-Nzas im Osten. Im Umkreis liegen die Siedlungen Mabono und Alum (N), Ovengasi und Mfulayong, Asoc (S) sowie Beyibe (W).

## Klima
Nach dem Köppen-Geiger-System zeichnet sich Ebomicu durch ein tropisches Klima mit der Kurzbezeichnung Am aus.